# Trinoton querquedulae
Trinoton querquedulae är en insektsart som först beskrevs av Carl von Linné 1758.  Trinoton querquedulae ingår i släktet jättespringlöss, och familjen spolätare. Arten är reproducerande i Sverige. Inga underarter finns listade i Catalogue of Life.